# TotalView
TotalView est un débogueur pour applications écrites en C/C++ ou Fortran. Il est disponible sur la majorité des systèmes Unix, Linux et Mac OS. Sous Linux et avec la démocratisation du GPGPU, TotalView permet également de déboguer du code CUDA sous architecture Tesla et Fermi.
TotalView permet aussi bien le contrôle d'un processus monothread que le contrôle de plusieurs processus multithreadés (synchrones ou asynchrones) en simultané. Il intègre également un analyseur de mémoire pour la détection de fuites de mémoire, de problèmes de corruption / d'allocation mémoire (MemoryScape) ainsi qu'un outil de débogage inverse (ReplayEngine). Les fonctionnalités d'analyse de données permettent de détecter les anomalies d'un code cible, et la combinaison d'outils de visualisation et de points d'observation permettent à l'utilisateur de suivre le changement du contenu des variables durant l'exécution du programme. Il inclut également la possibilité d'appliquer un correctif et de tester le code à la volée, sans avoir à reconstruire l'exécutable. De plus, TotalView supporte le débogage d'applications parallèles s'appuyant notamment sur MPI, MPICH (en), Open MPI (en) et OpenMP, que ce soit en mode interactif ou différé.
En 2007, Etnus, Inc. devient TotalView Technologies, Inc.
En 2009, TotalView Technologies, Inc. est intégré à la société Rogue Wave Software.